# Cauldon
Cauldon eller Caldon är en by i civil parish Waterhouses, i distriktet Staffordshire Moorlands, i grevskapet Staffordshire i England. Byn är belägen 16 km från Uttoxeter. Cauldon var en civil parish fram till 1934 när blev den en del av Waterhouses. Civil parish hade 422 invånare år 1931. Byn nämndes i Domedagsboken (Domesday Book) år 1086, och kallades då Caldone.